# Burlövs egnahem
Burlövs egnahem er en bebyggelse nord for Malmø i Skåne i det sydlige Sverige.
Den er beliggende i Burlövs kommun i Skåne län. Den har et areal på 0 km2
og et befolkningstal på 775 (2023) indbyggere.